# Ong
Ong là loài côn trùng có tổ chức xã hội cao như kiến, mối. Ong sống theo đàn, mỗi đàn đều có ong chúa, ong thợ, ong non... và có sự phân công công việc rõ ràng. Ong có nhiều loài khác nhau, các loài được con người nuôi để khai thác sản phẩm như mật ong, sáp ong, sữa ong chúa,...
Ong thường sống thành đàn, nhiều nhất có khi tới 25.000 – 50.000 con, trong các tổ ở hốc cây, kẽ đá, bụi rậm, trong rừng, hoặc các tổ hòm cải tiến do người nuôi làm chỗ ở.

## Tiến hóa

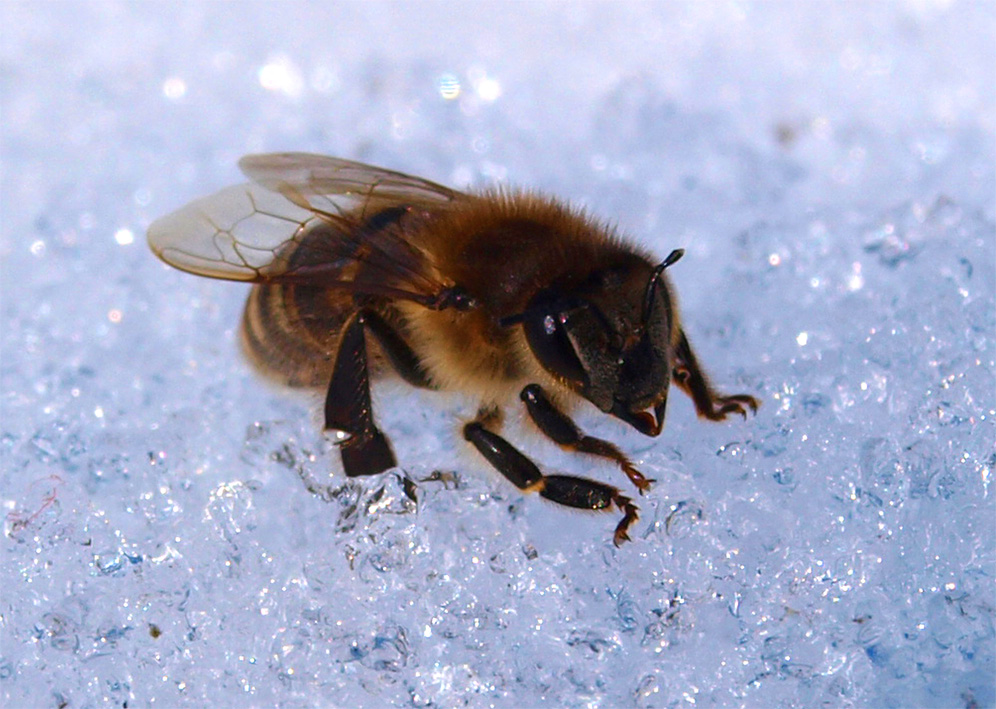
Ong trong tuyết (Ukraina)

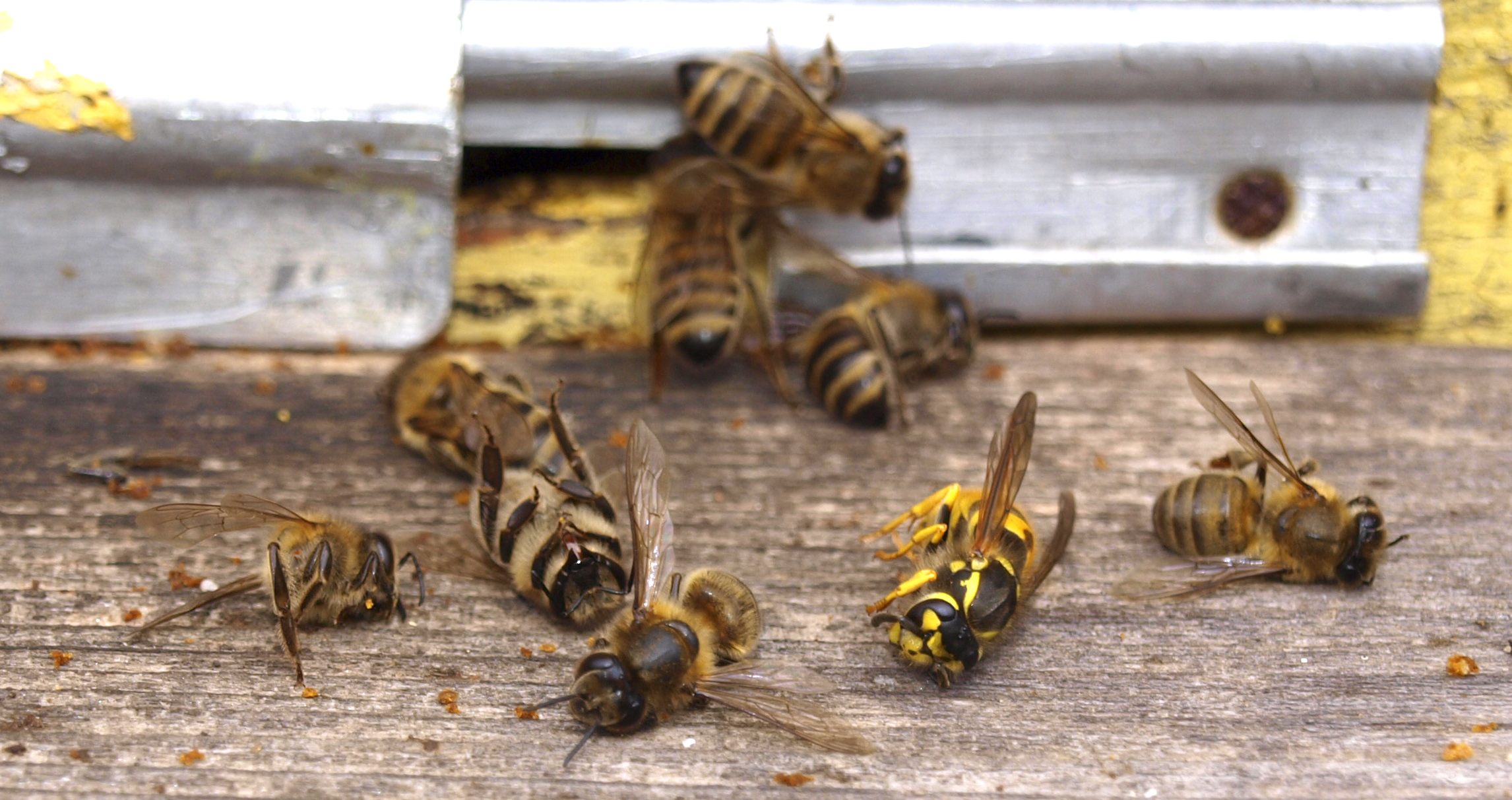
Ong mật chống lại sự tấn công của ong bắp cày.

Ong, giống như kiến, là một dạng đặc biệt của ong bắp cày. Tổ tiên của ong là ong bắp cày trong họ Crabronidae, và do đó chúng là loài săn các côn trùng khác. Sự thay đổi từ con mồi côn trùng sang phấn hoa có thể là kết quả của việc tiêu thụ các con mồi côn trùng mà các con mồi này cũng có mặt trong hoa và một phần của chúng bị dích phấn hoa khi chúng làm thức ăn cho ấu trùng của ong bắp cày. Kịch bản tiến hóa tương tự cũng thể hiện ở ong bắp cày trong họ vespoidea, các loài này thuộc nhóm "ong bắp cày phấn hoa" cũng liên quan đến tổ tiên săn mồi của chúng. Cho đến gần đây, hóa thạch ong không bị nén lâu đời nhất là Cretotrigona prisca trong hổ phách Jersey và có tuổi Creta, thuộc phân họ meliponine. Một hóa thạch ong được phát hiện gần đây trong chi Melittosphex được xem là "dòng tuyệt chủng của một nhánh các loài Apoidea lấy phấn hoa cùng cấp phân loại với ong hiện đại", và hóa thạch này có tuổi Creta sớm (~100 triệu năm). Các đặc điểm phát sinh về hình thái của chúng ("apomorphies") thể hiện rõ ở ong, nhưng vẫn còn hai đặc điểm không thay đổi so với tổ tiên của chúng ("plesiomorphies") là chân (two giữa-tibial spurs, và a slender hind basitarsus), cho thấy tình trạng chuyển tiếp của chúng.
Những bông hoa được thụ phấn nhờ động vật sớm nhất được thực hiện bởi côn trùng như bọ cánh cứng, do đó các biểu hiện của sự thụ phấn được thể hiện rõ trước khi ong xuất hiện đầu tiên. Tính mới ở ong đó là "sự biệt hóa" là một nhóm chuyên làm việc thụ phấn, với những thay đổi về vật lý và ứng xử đã làm tăng khả năng thụ phấn đặc biệt của chúng, và nhìn chung chúng làm công việc này hiệu quả hơn so với bất kỳ loài côn trùng thụ phấn nào khác như bọ cánh cứng, ruồi, bướm và ong bắp cày phấn hoa. Sự xuất hiện của các chuyên gia thực vật này được tin là đã đưa đến sự tỏa nhánh thích nghi của thực vật có hoa, và đến lựot nó, ong cũng phát triển theo.
Trong số các nhóm ong còn sinh tồn, họ ong Colletidae theo truyền thống được xem là nhóm nguyên thủy nhất, và nhánh chị em với nó là những con ong còn lại. Tuy nhiên, trong thế kỷ XXI, một vài nhà nghiên cứu đã tuyên bố rằng Dasypodaidae là một nhóm cơ sở, các loài trong nhóm colletidae là kết quả của sự tiến hóa hội tụ, hơn là thể hiện tình trạng có dạng chung. Chủ đề này vẫn còn những bất đồng, và quan hệ phát sinh loài giữa các họ ong vẫn chưa được hiểu rõ.

## Tổ chức xã hội

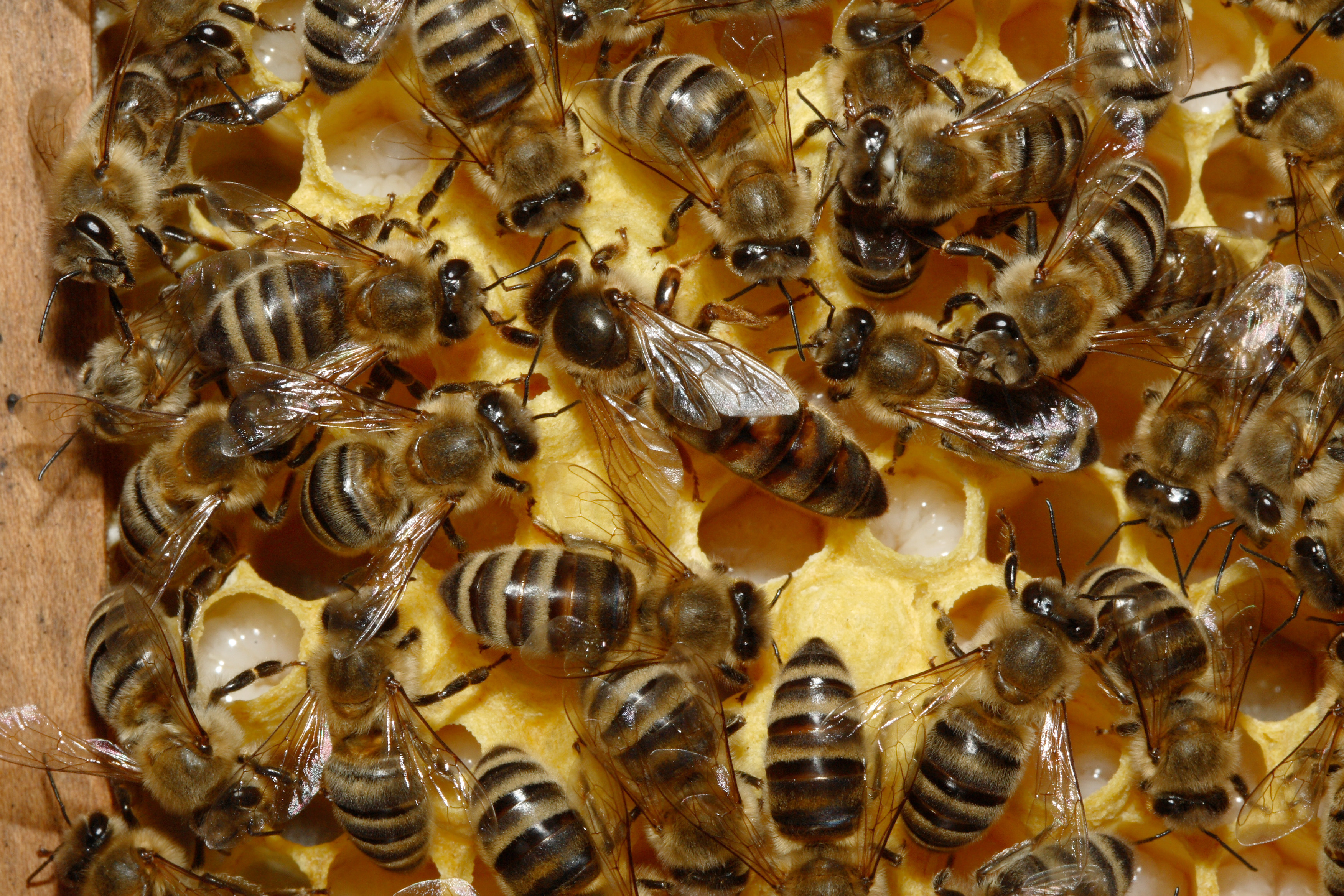
Ong chúa (ở giữa) và những ong thợ trong tổ ong

Ong có thể sống đơn độc hoặc tập hợp thành nhiều kiểu cộng đồng khác nhau. Đặc trưng nhất của ong là sống thành các tập hợp có tổ chứa xã hội tốt thể hiện ở ong mật, ong nghệ, và ong không ngòi thuộc phân họ ong mật. Tính xã hội, của nhiều nhóm khác nhau, được tin là đã chúng đã tiến hóa tách biệt nhiều lần trong nhóm ong.
Trong xã hội ong mật, một ít ấu trùng được chọn làm ong chúa và đa số còn lại làm ong thợ. Đối với ong mật, các enzym trong ruột của ong mật có khả năng hóa giải chất độc của loại thuốc trừ sâu thường được sử dụng để diệt ve trong tổ ong mật.
Ong chúa là con ong cái duy nhất có quyền đẻ trứng trong đàn ong, dài và to hơn các ong đực, ong thợ, cánh ngắn hơn thân, có nhiệm vụ đẻ trứng nhưng không làm ra mật, ong chúa nở từ một cái trứng như các trứng khác, nhưng ấu trùng được nuôi bắng tuyến nước bọt của ong thợ đặc biệt rất bổ, chứa trong một ổ riêng chỉ sử dụng cho ong chúa hoặc ong chuẩn bị phát triển thành ong chúa. Ong chúa sống 3 - 5 năm, mỗi tổ chỉ có một con ong chúa, nếu trong tổ có nhiều ong sẽ tách thành tổ mới, thường vào mùa xuân.
Ong đực to hơn ong thợ, làm nhiệm vụ giao phối với ong chúa mỗi khi ong chúa bay ra. Ong đực thường xuất hiện vào mùa hè và chỉ sống 1 - 2 tháng, sang mùa thu thì bị đuổi ra khỏi tổ mà chết do bị bỏ đói.
Ong thợ đông nhất, làm đủ mọi việc: lấy mật, nuôi ấu trùng, bảo vệ tổ, thường sống 2 - 6 tháng.

### Ong nghệ
Ong nghệ có tổ chứa xã hội tốt theo cách khá giống với tổ chức xã hội của Vespidae như ong bắp cày. Ong chúa sẽ tự tạo tổ của mình. Đàn ong nghệ có từ 50 đến 200 con tại thời điểm số cá thể cao nhất thường gặp vào giữa đến cuối hè. Kiến trúc tổ đơn giản, giới hạn bởi kích thước của khoang tổ, và các đàn hiếm khi tồn tại lâu năm.

### Ong không ngòi
Ong không ngòi rất đa dạng về hành vi, nhưng tất cả đều cao có tính xã hội tốt. Chúng làm tổ có kiến trúc phức tạp, và các đàn thường tồn tại lâu năm.

## Sản phẩm từ ong

### Mật
Mật ong là phức hợp chất được thực hiện khi ong nuốt mật hoa, xử lý chúng và lưu trữ chất vào tầng tổ ong. Tất cả loài sống Apis dùng mật ong thu thập được nhờ loài bản địa để tiêu dùng. A. Mellifera và A. Cerana là những loài chỉ dùng mật ong thu hoạch cho mục đích giao đổi. Mật ong đôi khi cũng được tập hợp nhờ con người từ tổ ong không nọc khác nhau.
Năm 1911, một người nuôi ong ước tính một quart (khoảng một lít) mật ong là kết quả ong đàn ong bay trên khoảng 48.000 dặm để thu thập mật hoa cần thiết để sản xuất mật ong.

### Mật hoa
Mật hoa, một chất lỏng chứa lượng sucrose cao, được sản xuất trong các tuyến thực vật được gọi là tuyến mật. Đây là nguồn năng lượng quan trọng cho ong mật và đóng một vai trò quan trọng trong hút mật và sự khác biệt tiến hóa giữa các phân loài khác nhau. Nó đã được đề xuất thông qua một thí nghiệm tiến hành với ong mật châu Phi, A. m. Scutellata, nhiệt độ mật hoa ảnh hưởng đến quyết định hút mật của ong mật.

### Sáp ong
Ong thợ đạt độ tuổi nhất định sẽ hút sáp ong từ một loạt các tuyến trên bụng chúng. Chúng sử dụng sáp để tạo thành các bức tường và chóp tầng tổ ong. Giống như mật ong, sáp ong được con người thu thập vì nhiều mục đích khác nhau.

### Phấn hoa
Ong thu phấn hoa trong giỏ phấn và mang nó trở lại tổ. Trong tổ, phấn hoa được sử dụng làm nguồn cung cấp protein cần thiết trong nuôi ong non. Trong một số môi trường nhất định, hạt phấn dư thừa có thể được lấy từ tổ ong của A. mellifera và A. cerana. Nó thường được ăn như một chất bổ sung sức khoẻ. Tuy nhiên, phấn hoa được ong thu thập và thu hoạch để thụ phấn phải được sử dụng trong vòng vài giờ vì nó mất hiệu lực nhanh chóng, có thể là do ảnh hưởng của enzym hoặc hóa chất khác từ ong

### Bánh ong
Ong thợ kết hợp phấn hoa, mật ong và chất tiết đại tuyến và lên men hóa trong tầng tổ để làm bánh ong. Quá trình lên men tiết ra thêm chất dinh dưỡng từ phấn hoa và có thể sản sinh kháng sinh và axit béo để hạn chế hư hỏng. Bánh ong được ong y tá (ong thợ trẻ tuổi) ăn, những con ong này sau đó sản xuất sữa ong chúa giàu chất đạm cần thiết cho ong chúa và phát triển ấu trùng trong các tuyến dưới họng.

### Keo ong
Keo ong, được ong tạo ra từ nhựa, cao thơm và mủ cây. Một số loài sử dụng keo ong để hàn trám vết nứt trong tổ. Ong ruồi đỏ sử dụng keo ong để bảo vệ chống kiến bằng cách phủ các nhánh, từ đó tổ chúng lơ lửng, tạo ra một hào kết dính. Keo ong được con người sử dụng như một chất bổ trợ sức khỏe theo nhiều cách khác nhau và cũng được sử dụng trong một số mỹ phẩm.

## Hình ảnh

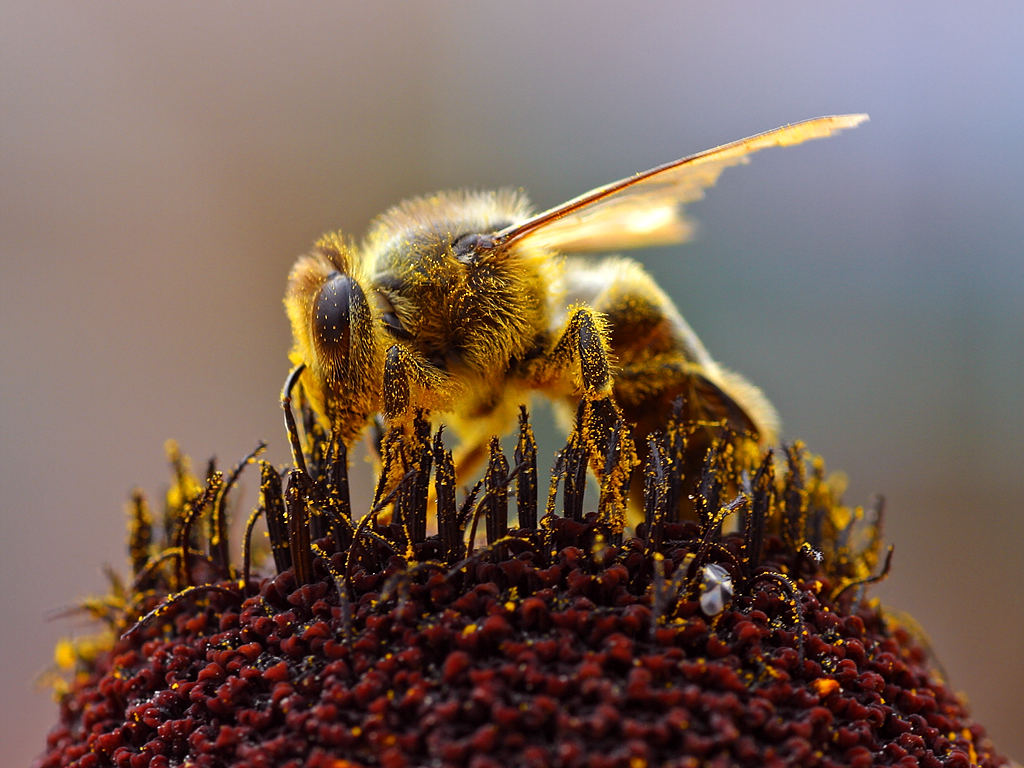
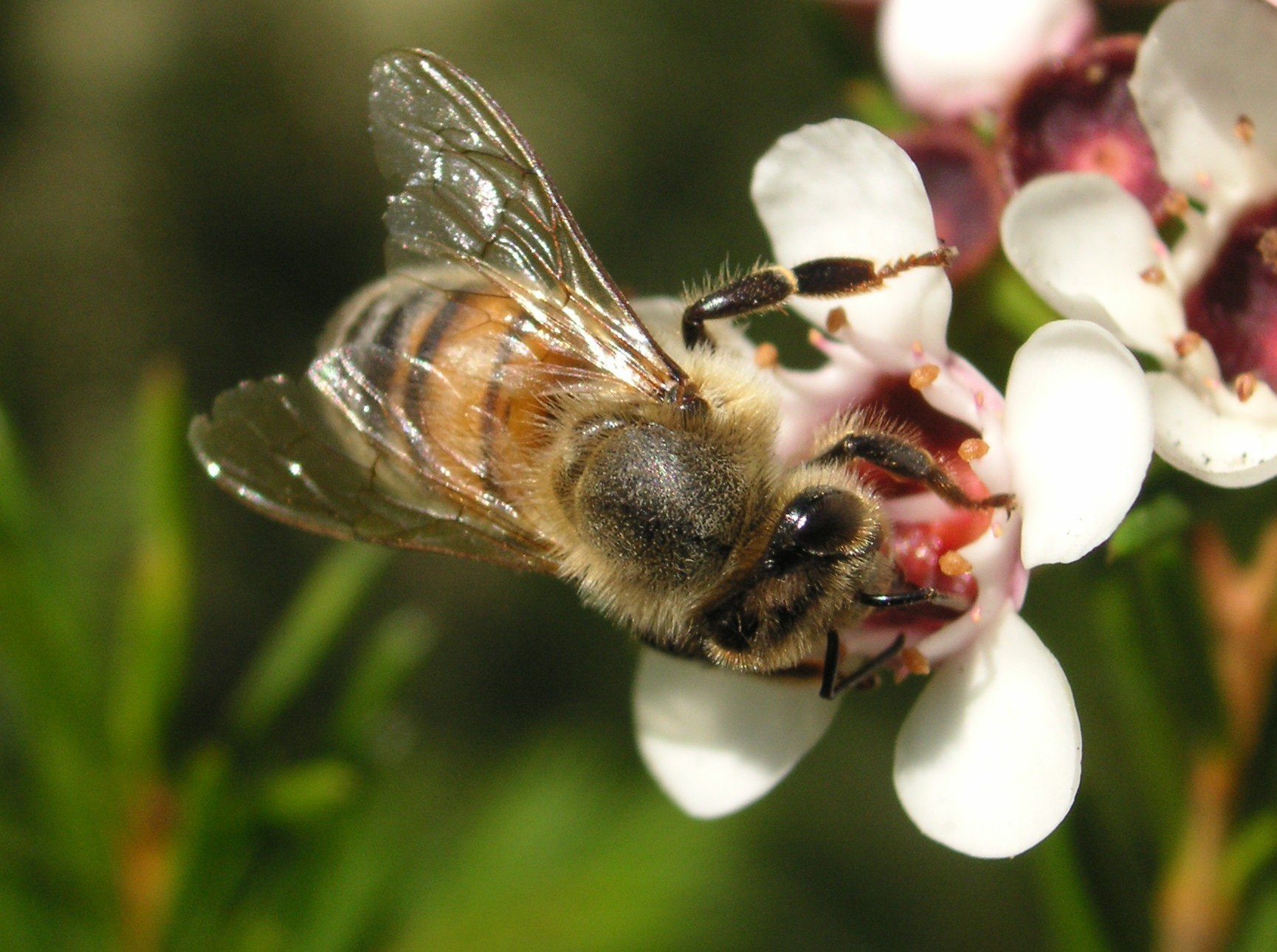
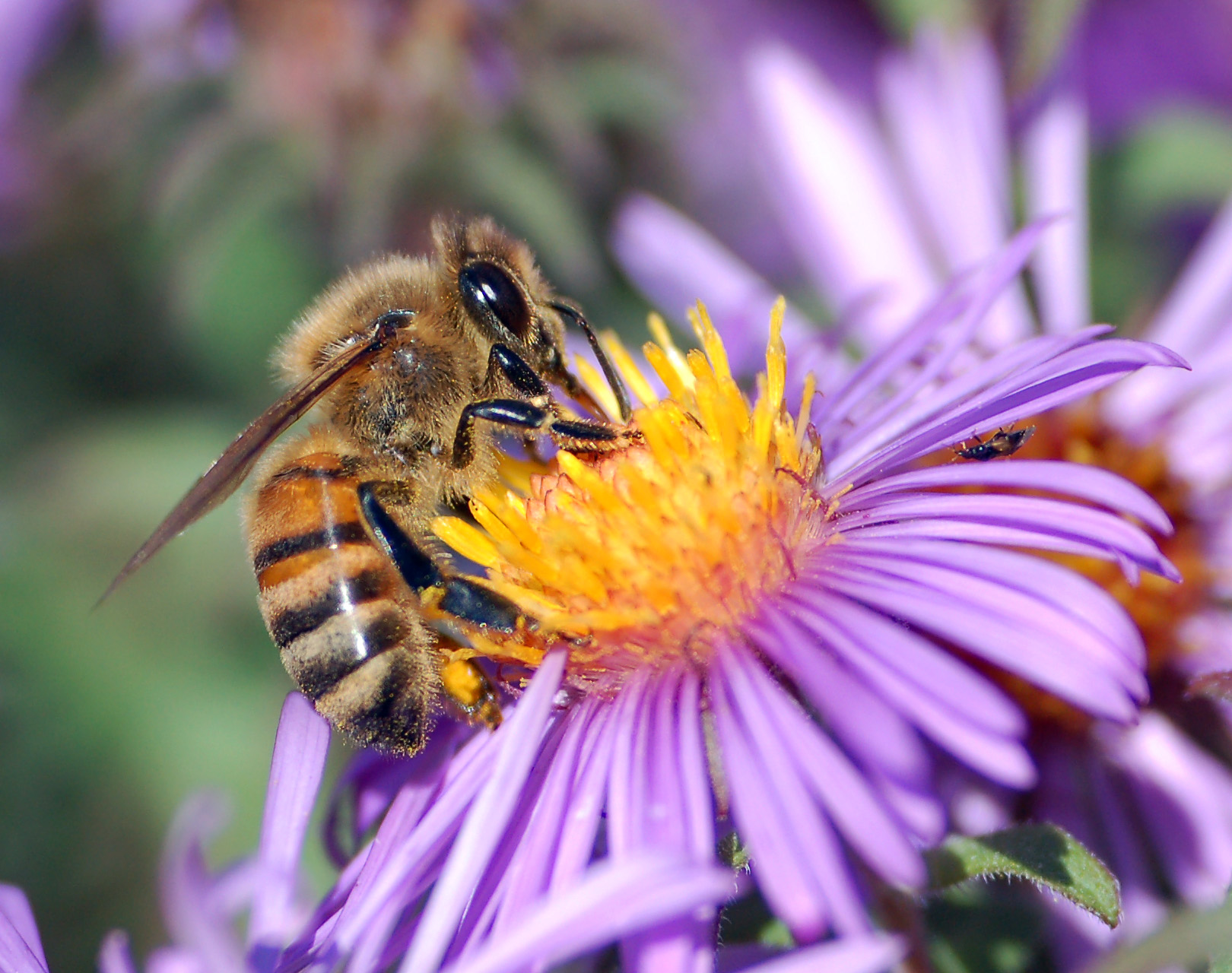
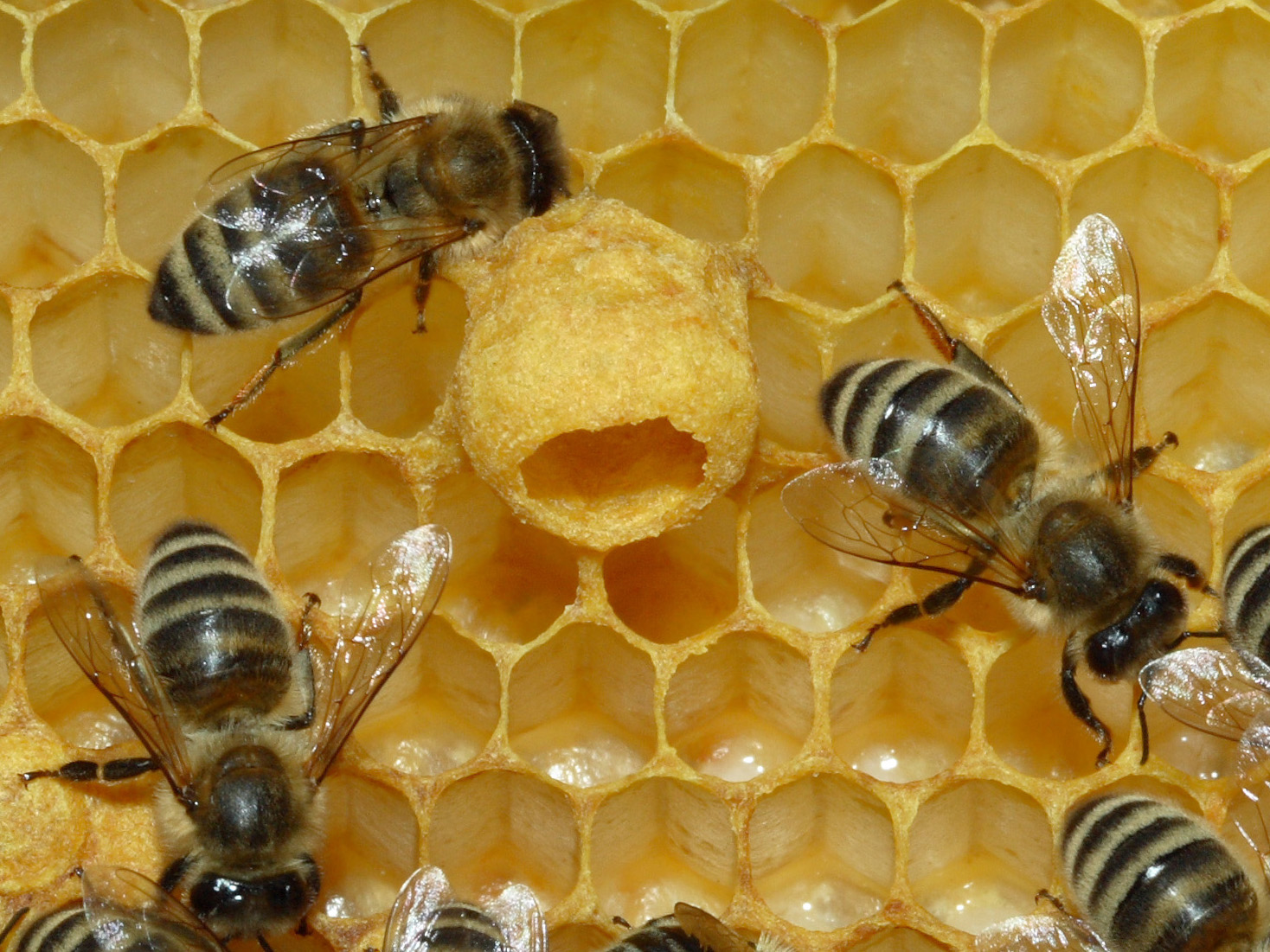
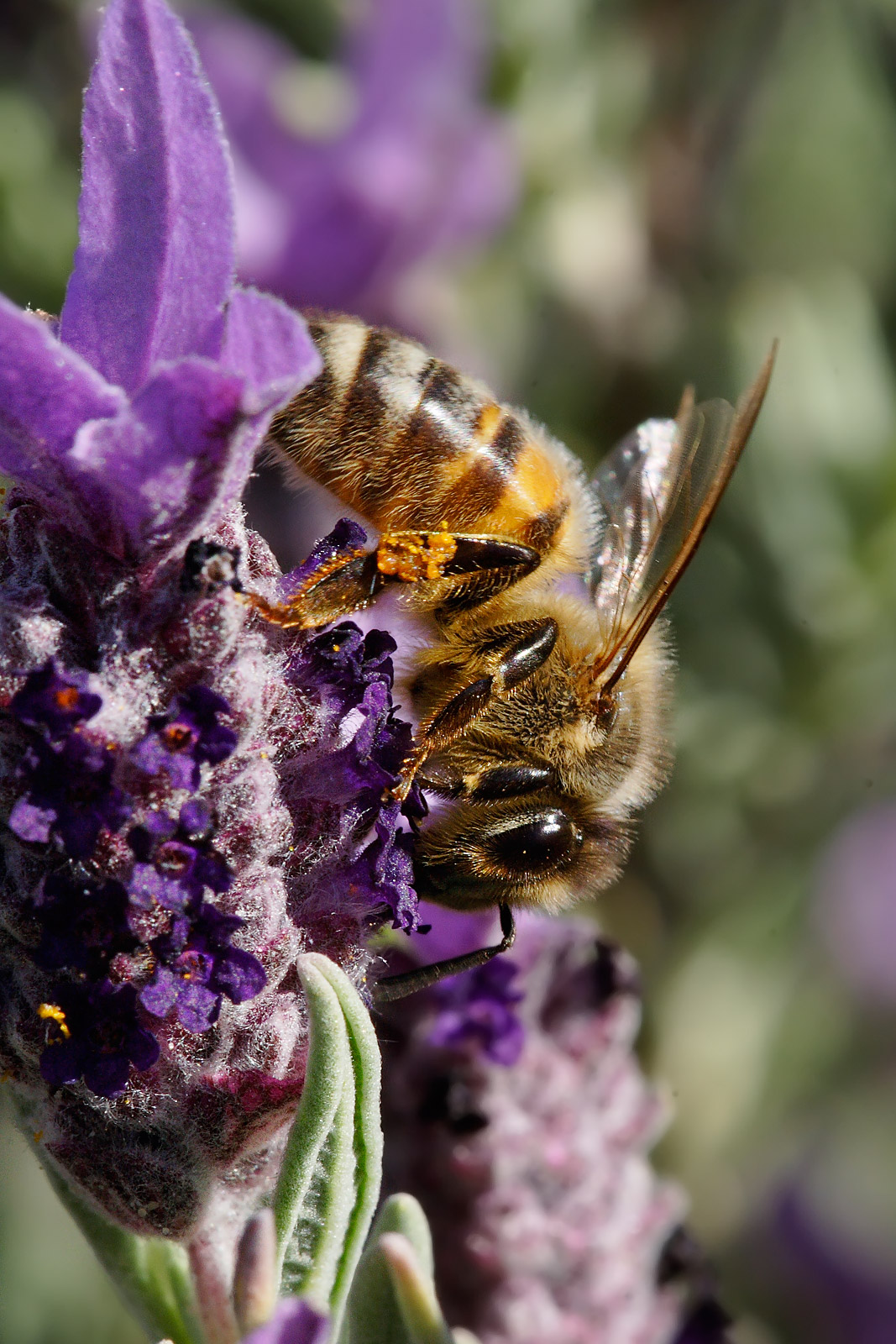
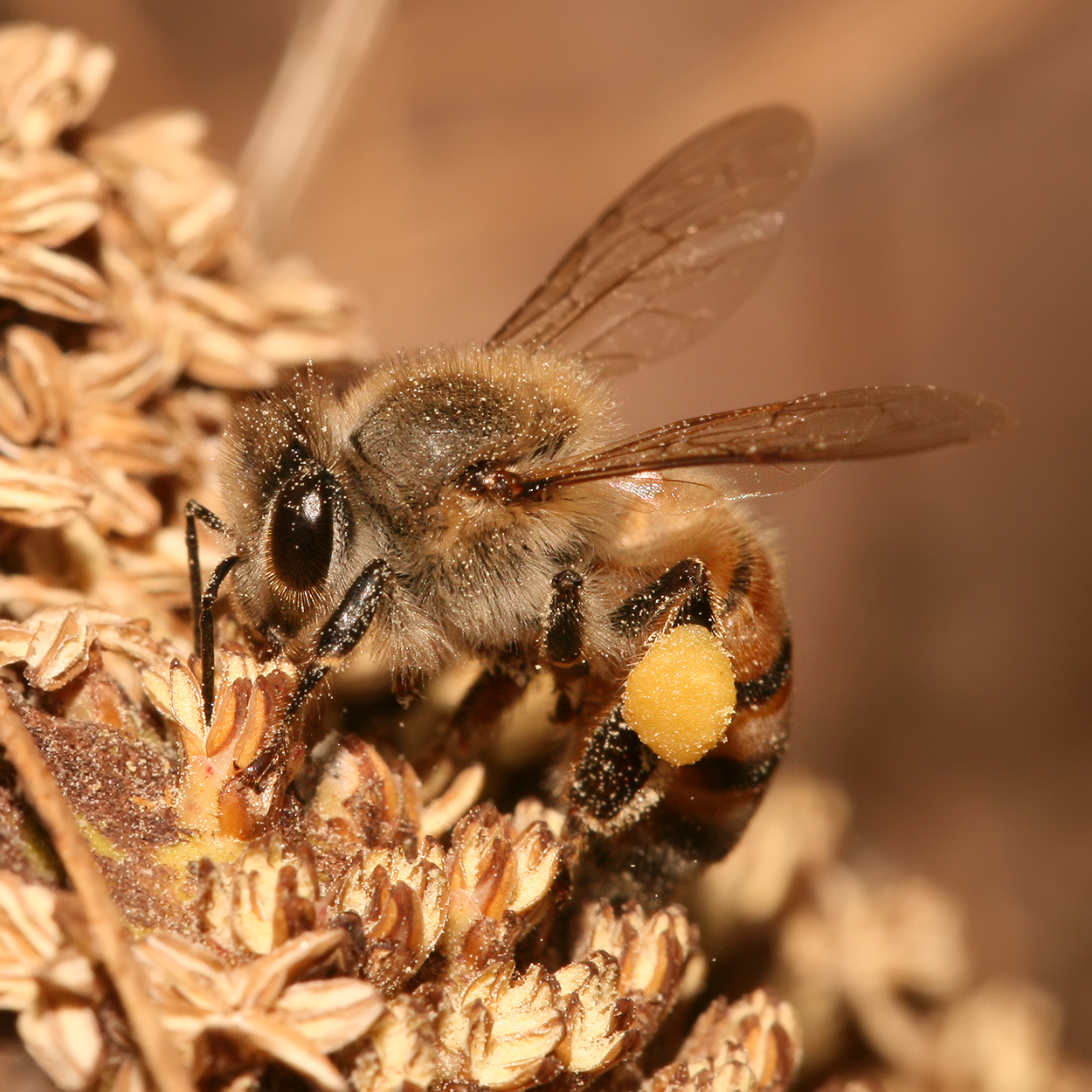
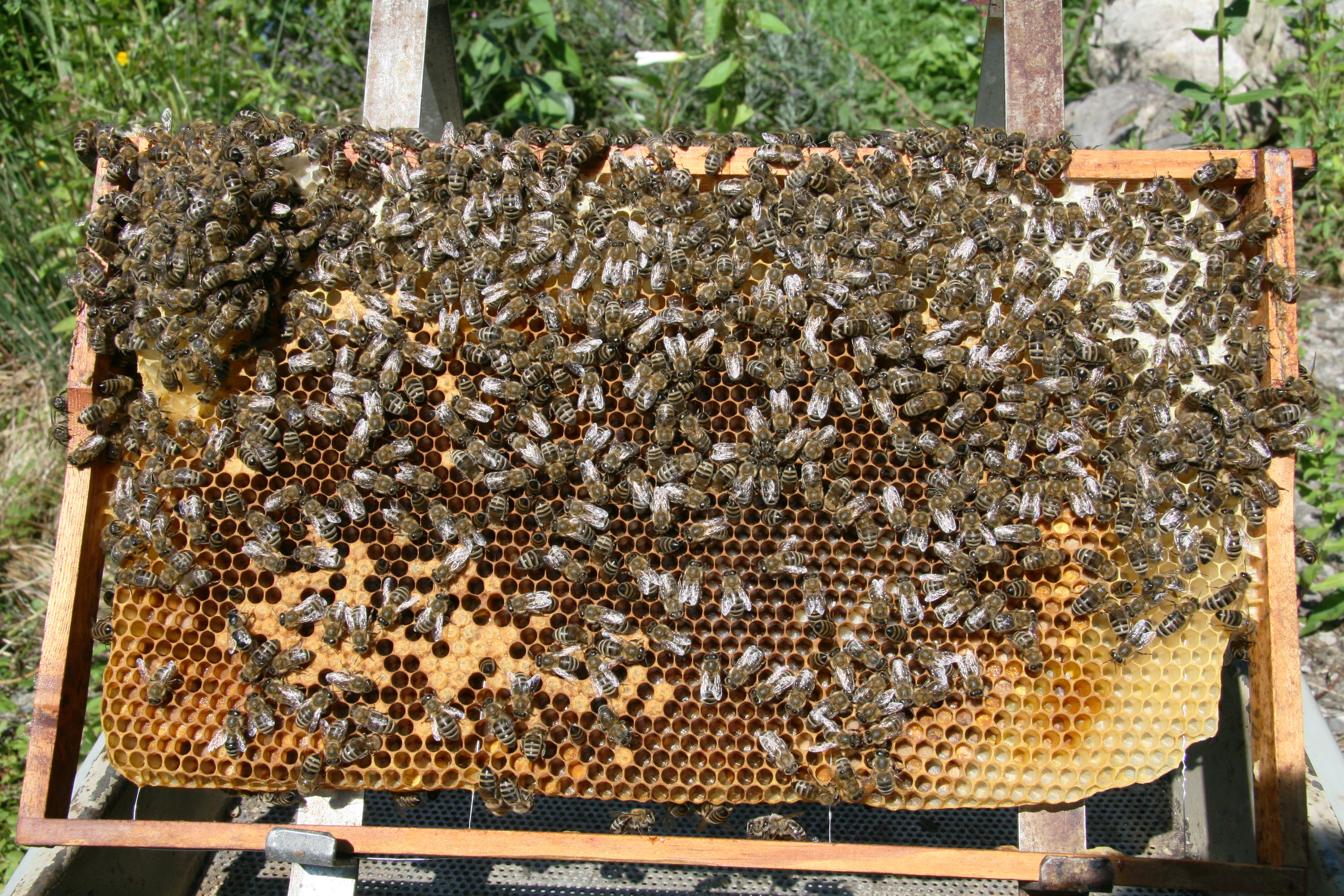

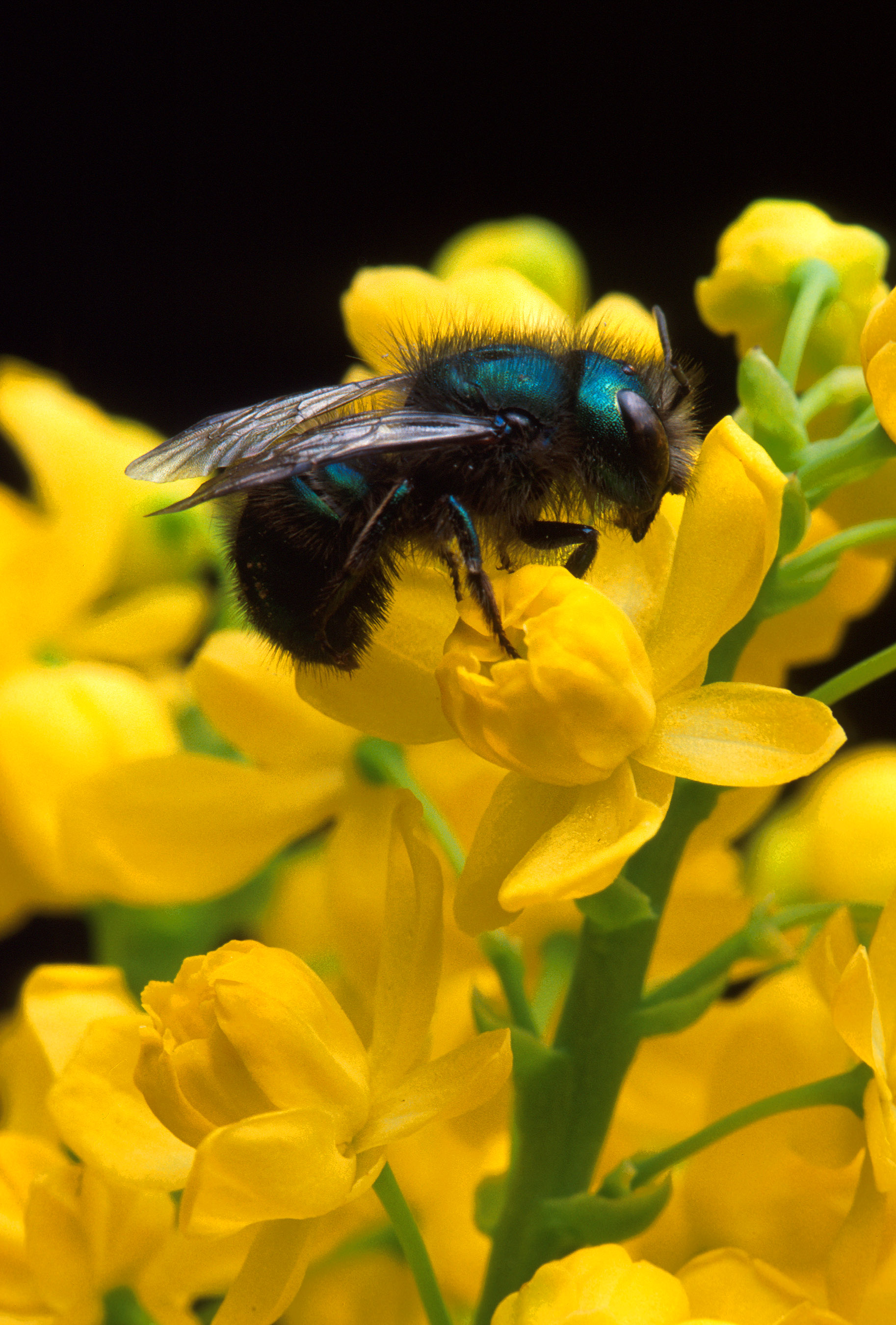
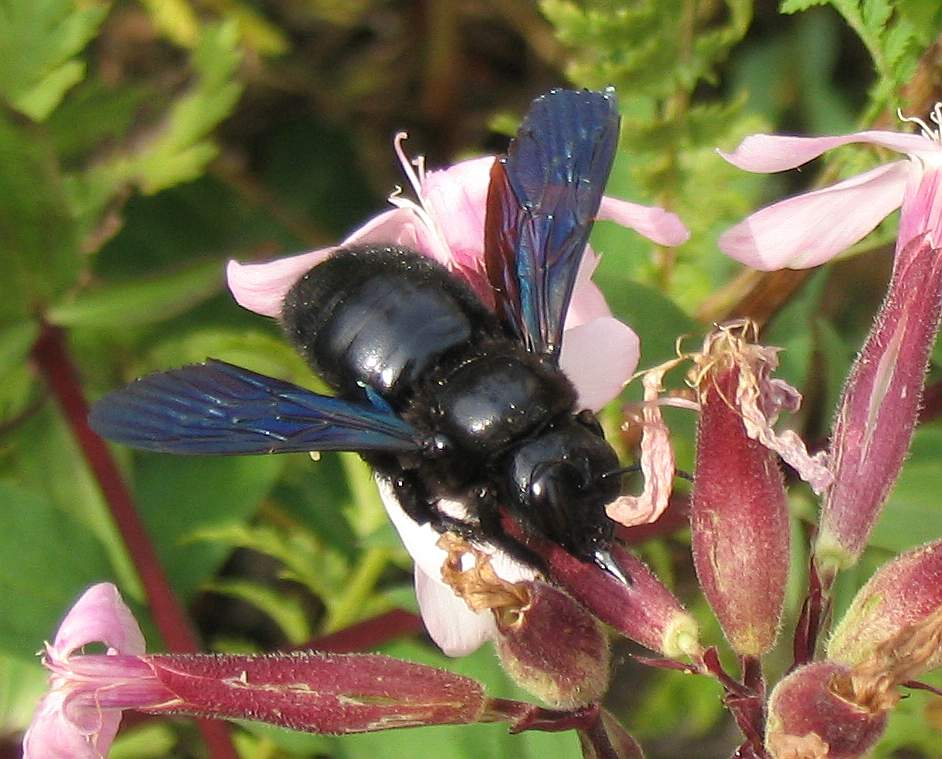
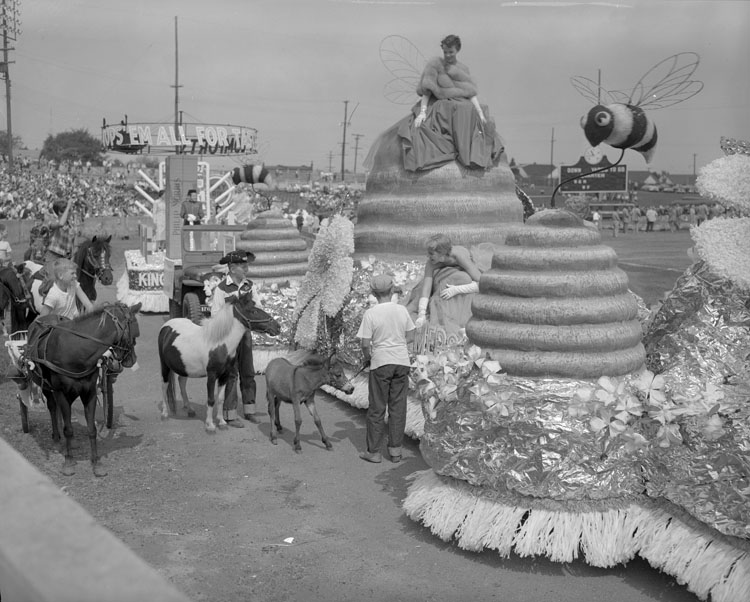
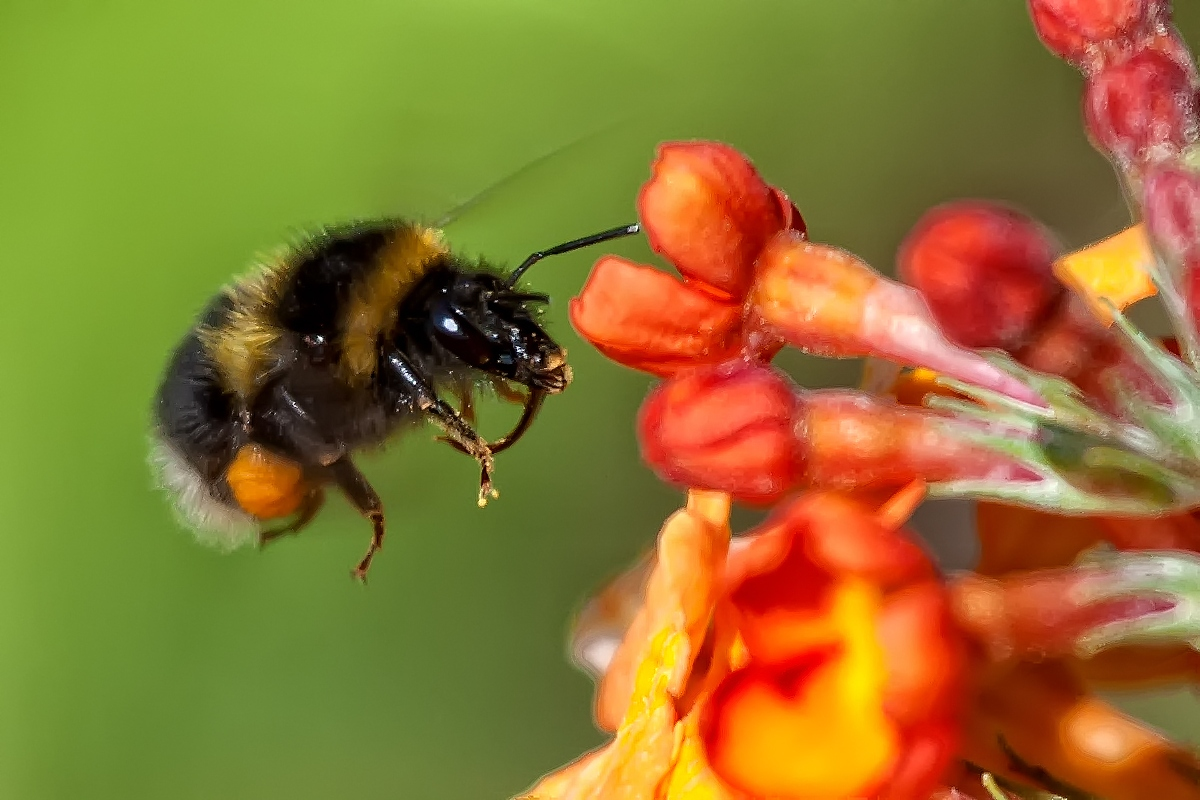